# Joseph Latour von Thurmburg
Il conte Joseph Latour von Thurmburg (Vienna, 2 febbraio 1820 – Vienna, 28 dicembre 1903) è stato un generale austriaco.

## Biografia
Dopo gli studi in legge, Latour entrò nell'ambito della carriera militare come ufficiale dell'esercito austriaco di stanza a Graz. Tra il 1848 ed il 1849 prestò servizio con il 10º battaglione cacciatori in Italia durante la prima guerra d'indipendenza, proseguendo poi la carriera militare l'anno successivo con la promozione a capitano. Nel 1859, su ordine dell'imperatore Francesco Giuseppe che ne aveva saggiato sul campo le innumerevoli doti, venne trasferito al comando centrale dell'esercito a Vienna e promosso al grado di maggiore. Nel contempo egli accompagnò l'imperatore durante i suoi frequenti viaggi in Ungheria dove praticamente viveva la moglie, la celebre imperatrice Sissi che si servì del conte Latour come suo messaggero, guadagnandosi così la stima e la fiducia di Elisabetta, sviluppando con lei un rapporto stretto e personale.
Nel 1866 venne chiamato a corte per sostituire il generale Leopold Gondrecourt nell'educazione dell'arciduca Rodolfo, dopo che il primo era stato licenziato per l'opposizione che l'imperatrice muoveva ai suoi metodi brutali ed eccessivamente militareschi che invece erano largamente appoggiati dal marito Francesco Giuseppe. Contrariamente a Gondrecourt, Latour si dedicò all'istruzione militare del giovane principe ereditario con maggiore attenzione alla sua libertà di espressione ed alle altre materie culturali. Malgrado il rapporto di amicizia che si stabilì subito tra i due, l'imperatore non riconobbe al Latour il ruolo di precettore sino al 1870. Poco prima del suo pensionamento avvenuto nel 1877, nel 1876 venne promosso tenente generale. Durante gli anni della sua pensione, sino alla morte, fu membro del Reichsrat austriaco.